# Renzo Revoredo
Renzo Revoredo Zuazo, né le 11 mai 1986 à Lima au Pérou, est un footballeur péruvien qui jouait au poste de défenseur.

## Carrière

### En club
Formé au Sporting Cristal, Renzo Revoredo en devient l'un des joueurs les plus emblématiques des années 2010 en remportant notamment quatre championnats du Pérou en 2014, 2016, 2018 et 2020.
Il avait précédemment été sacré champion du Pérou avec l'Universitario de Deportes en 2009 avant de tenter sa chance à l'étranger, au Paraguay dans les rangs du Club Olimpia, puis en Équateur, au sein du Barcelona SC (champion en 2012).

### En équipe nationale
International péruvien de 2009 à 2016, Revoredo dispute 23 matchs (aucun but marqué). Il a l'occasion de prendre part à deux Copa América en 2011 (4 matchs disputés) et 2016 (2 matchs).

## Palmarès

### En club
| Universitario - Championnat du Pérou (1) : - Champion : 2009. |  | Barcelona SC - Championnat d'Équateur (1) : - Champion : 2012. |  | Sporting Cristal - Championnat du Pérou (4) : - Champion : 2014, 2016, 2018 et 2020. |

### En équipe nationale
Pérou
- Copa América :
  - Troisième : 2011.